# Ronald Buta
Ronald J. Buta, ameriški astronom, * 1952.
Buta je doktoriral leta 1984 na Univerzi Teksasa v Austinu. Njegov mentor je bil de Vaucouleurs. Med letoma 1984 in 1986 je delal na Observatoriju Mount Stromlo Avstralske narodne univerze. Od leta 1989 poučuje fiziko in astronomijo na Univerzi Alabame v Tuscaloosi.
Raziskuje morfologijo in dinamiko spiralnih prečkastih galaksij in galaksij z ovalnim diskom. Še posebej ga zanima evolucija takšnih galaksij in vlogo prečk pri njihovem nastajanju.
Skupaj z Marshallom L. McCallom je med fotometrično raziskavo galaksije Maffei 1 (Maffei I) (na meji Kasiopeje in Perzeja) našel še dve šibki, brezoblični telesi, ki ležita približno pol stopinje južneje od te eliptične galaksije.